# Endless Ocean Luminous
Endless Ocean Luminous (フォーエバーブルー ルミナス, Fōebāburū ruminasu) é um jogo eletrônico de aventura e mergulho autônomo desenvolvido pela Arika e publicado pela Nintendo para Nintendo Switch. Ele é o terceiro jogo da série Endless Ocean e o primeiro desde Endless Ocean 2: Adventures of the Deep, lançado em 2009 para Wii.
Assim como nos jogos anteriores, o jogador assume o papel de um mergulhador encarregado de encontrar e documentar a vida marinha. Além disso, o jogo apresenta um modo multijogador online que permite que grupos de até 30 jogadores explorem juntos. O jogo foi anunciado em um Nintendo Direct Partner Showcase em fevereiro de 2024 e lançado em 2 de maio de 2024.

## Jogabilidade
Endless Ocean Luminous incumbe o jogador de explorar o Veiled Sea, uma região fictícia inexplorada, a fim de encontrar e documentar a vida marinha. O jogo inclui mais de 500 espécies, incluindo criaturas míticas ou extintas, como o Mosassauro. Além da vida marinha, o jogador também pode explorar estruturas subaquáticas, como templos e navios naufragados. Luminous apresenta uma nova mecânica para a série, com a qual a região muda a cada mergulho do jogador.
Diferentemente dos modos multijogador dos jogos anteriores, em Luminous, grupos de até 30 jogadores online podem mergulhar juntos. Os jogadores em grupos podem compartilhar suas descobertas e se comunicar entre si por meio de emotes.

## Desenvolvimento
Endless Ocean Luminous é o terceiro jogo da série Endless Ocean, depois de Endless Ocean (2007) e Endless Ocean 2: Adventures of the Deep (2009). O jogo foi desenvolvido pela empresa japonesa Arika e publicado pela Nintendo para o Nintendo Switch. Luminous foi anunciado no final de um Nintendo Direct Partner Showcase no final de fevereiro de 2024 e recebeu a data de lançamento de 2 de maio de 2024. A música e os efeitos sonoros foram criados pela empresa de produção musical SuperSweep, com a participação de Shinji Hosoe, Ayako Saso e Takahiro Eguchi.

## Recepção
Endless Ocean Luminous foi recebido de forma "mista ou moderada" pela crítica especializada, de acordo com o agregador de críticas Metacritic. Diversos jornalistas elogiaram a variedade de espécies presentes e o valor educacional do jogo, bem como sua trilha sonora e seu modo multijogador com suporte a 30 jogadores. Por outro lado, aspectos frequentemente criticados incluem a repetitividade das tarefas requeridas, uma história fraca bloqueada por um sistema de progressão monótono, mecânicas multijogador excessivamente simples e a falta de elementos entusiasmantes.
Logan Plant, da IGN, lamentou o potencial desperdiçado de Endless Ocean Luminous, afirmando que apesar de o autor ter sempre sido "fascinado pelo oceano [...] Luminous transforma o azul profundo em algo profundamente monótono." Ele adicionou que os "requisitos ridículos e aleatórios para avançar na história são inconvenientes no modo multijogador e quase impossíveis se você estiver jogando sozinho," e mesmo quando são cumpridos desbloqueiam uma história "tão breve e superficial que não causa nenhuma impressão." Steve Watts, da GameSpot, mostrou-se similarmente decepcionado, escrevendo que Luminous "poderia ter sido [...] um jogo relaxante e descontraído que tem como objetivo principal encontrar peixes com seus amigos. [...] Em vez disso, ele pega a enormidade e a glória da maior e mais misteriosa região da Terra e transforma a exploração em uma tarefa maçante e repetitiva."
PJ O'Reilly, da Nintendo Life, afirmou que Luminous "falha miseravelmente no processo" de reviver a franquia Endless Ocean, apesar de elogiar seus visuais e trilha sonora. Pauline Leclerc, da Jeuxvideo, expressou uma opinião igualmente mista, elogiando a jogabilidade "intuitiva e bastante confortável, ainda mais porque é embalada por uma música muito bonita," mas destacando que, mesmo assim, "é difícil se divertir nas águas de Endless Ocean Luminous, que, mesmo no modo multijogador, faz com que você se sinta bastante sozinho."
Alberto Lloret, da HobbyConsolas, avaliou o jogo de forma moderadamente positiva, afirmando ter se conectado a sua proposta e aproveitado a "experiência única e sossegante" e a "genial recriação da fauna", também elogiando sua trilha sonora. Mesmo assim, o jornalista criticou os requisitos excessivos para avançar no modo história e a falta de um modo multijogador cooperativo local, presente nos jogos anteriores da franquia. Andrew Webster, do The Verge, avaliou o jogo positivamente, descrevendo a jogabilidade como básica, mas ainda assim divertida. Ele descreveu o jogo como ideal quando jogado sozinho e explorando sem nenhum objetivo em mente, e considerou o modo história "banal". Rhys Wood, da TechRadar, afirmou que a experiência de jogo é "imersiva e divertida [...] com uma grande diversidade de biomas, [...] criaturas marinhas para catalogar, tesouros para coletar e mistérios para resolver. E tudo isso é respaldado por uma firme mensagem pró-ambiental."